# Павлова, Елена Александровна
Елена Александровна Павлова — советский зоолог-орнитолог, журналистка, телеведущая

## Биография
Окончила кафедру зоологии позвоночных биологического факультета Ленинградского государственного университета имени А. А. Жданова.
Постоянная ведущая и один из авторов популярной в СССР телепередачи «Ребятам о зверятах», выходившей в ленинградский и всесоюзный эфир ежемесячно. Вела эту программу в течение более двадцати лет (1978—1998).
Журналист, автор научно-популярных статей, опубликованных в энциклопедиях и журналах.
Научные интересы — систематика, эволюция и филогения птиц, в основном, отряда Курообразных. Имеет более 20 научных публикаций.
Работала научным сотрудником ЗИН РАН. В настоящее время работает методистом в Зоологическом музее РАН Санкт-Петербурга.
Муж С. А. Леонович, доктор биологических наук, паразитолог, ведущий научный сотрудник ЗИН РАН. Дочь окончила биофак СПбГУ, работает экскурсоводом. Сын врач-реаниматолог. Пять внуков.

### Публикации
- Потапов Р. Л., Павлова Е. А. 1977. Об особенностях брачного поведения кавказского тетерева // Орнитология. Вып. 13: 117—126.
- Потапов Р. Л., Павлова Е. А. 2009. Кавказский тетерев Lyrurus mlokosiewiczi Taczanowski, 1875: хронология изучения и современные проблемы // Рус. орнитол. журн. № 18 (487): 887—923.
- Павлова Е. Драконы выходят из тени [Текст] / Елена Павлова // Чудеса и приключения. 2009. № 12. С. 44-45
- Павлова Е. Охотник до мокрых дел [Текст] / Елена Павлова // Чудеса и приключения. 2010. № 11. С. 50-51